# Світ альтернативної культури
«Світ Альтернативної Культури» (англ. World of Alternative Culture) — громадська організація, метою існування якої є культурна діяльність в напрямку підтримки та розвитку різних видів творчості, сприяння ініціативності, модернізму та новаторству, організація масових заходів та співпраця з суміжними за цілями громадськими об'єднаннями як на території України, так і за її межами. ГО «Світ Альтернативної Культури» заснована в жовтні 2007 року та зареєстрована в квітні 2008 року, у м. Калуші, Івано-Франківської обл, Україна. Діє на основі статуту.

## Діяльність

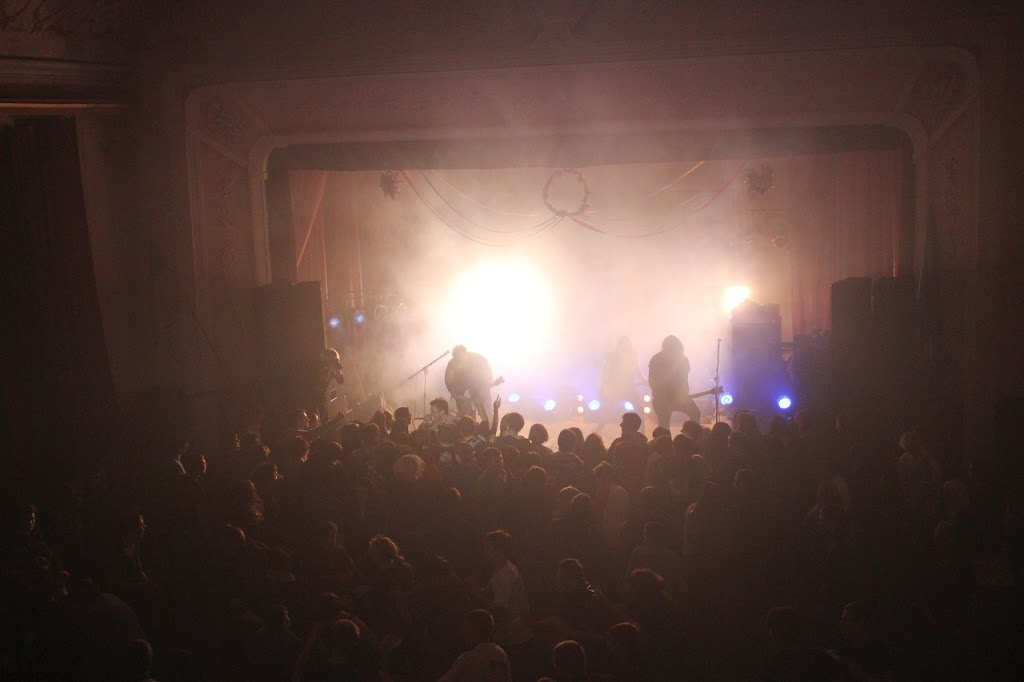
Рок-Шторм 2011

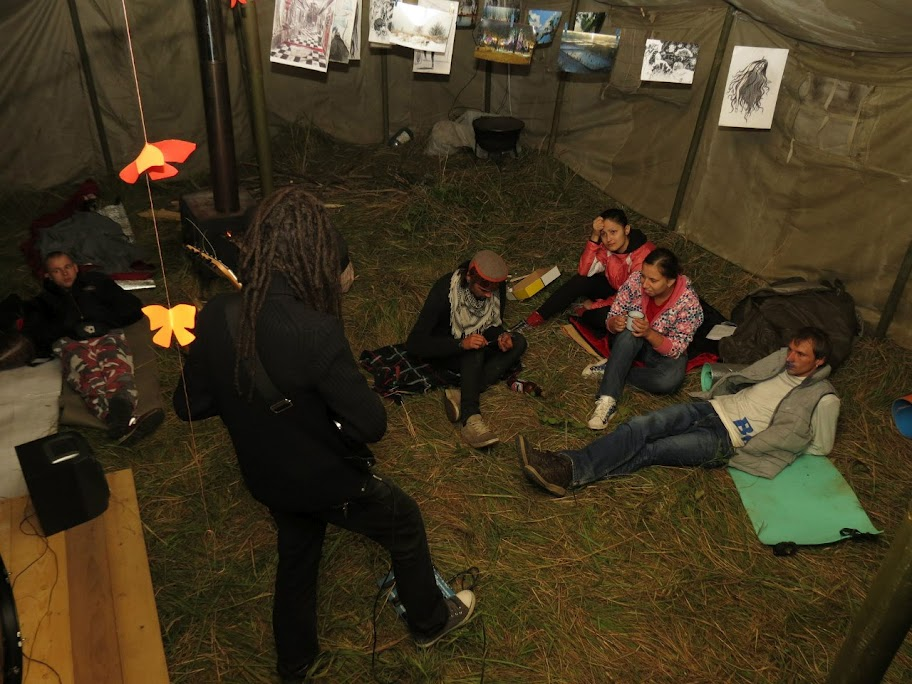
Арт-Пікнік «На Трюфелях»

За роки існування ГО «Світ Альтернативної Культури» проведено ряд заходів, серед яких
:
- концерти: «ПромФест 2007» (19.), «Рок-Шторм 2008» (13.12.08, м. Калуш)[5], «Дейтерій» (12.12.09, м. Калуш)[6], фестиваль просто неба «Рок-Шторм 2010»[7] (23.10.10, м. Калуш), «Рок-Шторм 2011»[8] (м. Івано-Франківськ). У яких брали участь понад 30 гуртів з міст Калуша, Долини, Бурштина, Івано-Франківська, Львова, Тернополя, Луцька, Рівного, Кременчука, Виноградова, Ужгорода, Києва, а також із зарубіжних Італії, Угорщини та Росії;
- тур Україною для пост-хардкор колективу Claps for Caroline[9][10][11] з Угорщини;
- виставки: 7-ми тижнева (26.04.-14.06.09) виставка робіт митців-аматорів під назвою «Інтраверсія» з роботами молодих талантів Західної України[12], кавові огляди із представленням виробів виготовлених вручну — Кофі-рев'ю (англ. CoffeReview) (20.07 −22.07.2012, м. Калуш)[13][14];
- пікнік: арт-пікнік «На Трюфелях» (англ. ForTrueFeel) на березі р. Лімниця у м. Калуші із літературним слемом, живими перфомансами, майстер-класами, фотосетами тощо[15].

## Матеріальна основа

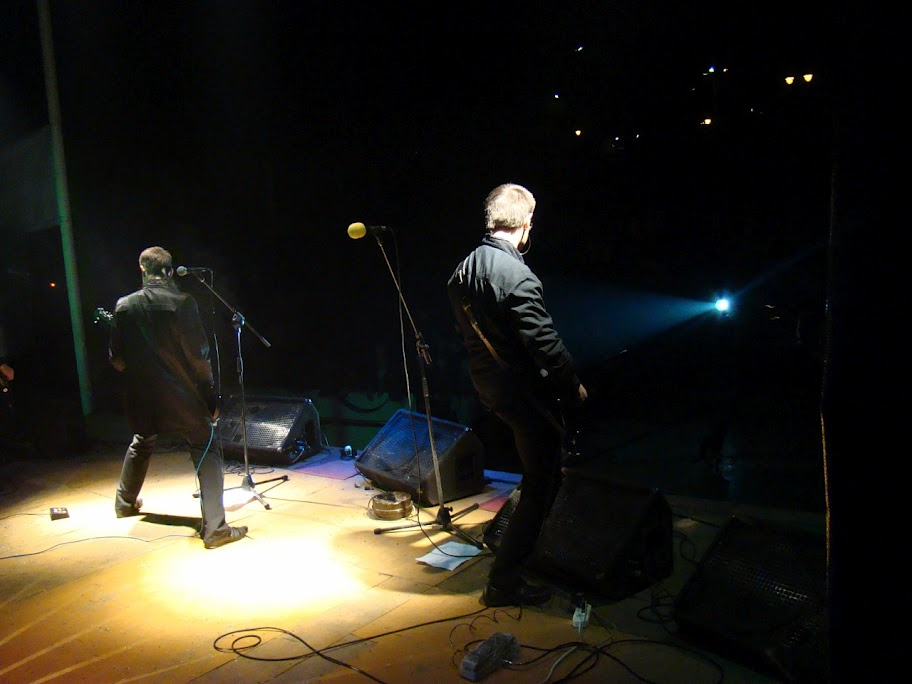
Гурт «Холодне сонце» на Рок-Штормі 2010

Діяльність організації здійснюється завдяки добровільним пожертвам.

## Співпраця
Організація відкрита для співпраці. За прикладом ГО «Світ Альтернативної Культури», засновано молодіжну громадську організацію «Ідея» у м. Виноградові Закарпатської області з подібними мотивами існування. Окрім того, знаходиться в процесі реєстрації калуська організація «5 елементів». «Світ Альтернативної Культури» сприяли у проведенні Дня Європи (15.05.2010), «Ночі в музеї» (16.05.2011) в м.Калуші, а також діяльності калуському товариству захисту прав тварин «Захист». Налогоджена постійна взаємодія з молодіжним театром «Любарт». 

Також організація співпрацює із ЗМІ м. Калуша та області: «Вікна», «Дзвони Підгір'я», «Калуський нафтохімік», «Західний вісник», «Вісті Калущини», «Вітрина Калуша», Державною студією «Калуське Міське Телебачення» тощо.

## Сучасність
На даний момент «Світ Альтернативної Культури» налагоджує співпрацю із творчими особистостями, колективами, гуртами та організаціями як з України, так і за кордоном, а також готує нові творчі акції.

## Виноски
1. ↑   [Архівовано 18 червня 2012 у Wayback Machine.] Світ Альтернативної Культури // Офіційний портал
2. 1 2   Світ Альтернативної Культури // Вконтакті спільнота
3. ↑   Фотоальбом спільноти
4. ↑   Світ Альтернативної Культури на Youtube.com
5. ↑   Рок-Шторм 2008
6. ↑   Дейтерій 2009
7. ↑   Рок-Шторм 2010
8. ↑   Рок-Шторм 2011
9. ↑   Claps For Caroline
10. ↑   [Архівовано 22 грудня 2011 у Wayback Machine.] «У нас есть цели, и мы уверенно идем к ним»
11. ↑  [недоступне посилання з липня 2019]
12. ↑   Інтраверсія 2009
13. ↑   Кавові огляди
14. ↑   У кафе «Sunrise» відкрилася виставка ексклюзивних листівок, виготовлених уручну.
15. ↑   Арт-Пікнік НаТрюФелях ▲▼▲ Art-Picnic ForTrueFeel
16. ↑   Світ Альтернативної Культури // Фейсбук спільнота
17. ↑  [недоступне посилання] Ніч у музеї
18. ↑   [Архівовано 2014-01-06 у Wayback Machine.] Ніч у музеї
19. ↑   Світ альтернативної культури — Ніч у музеї